# Mistrzostwa Polski w Wędkarstwie Spławikowym (2015)
Mistrzostwa Polski w Wędkarstwie Spławikowym – mistrzostwa Polski w wędkarstwie spławikowym, które odbyły się w dniach 10-12 lipca 2015 na Warcie w Świerkocinie.
Organizatorem zawodów był Zarząd Okręgu PZW w Gorzowie Wielkopolskim. Dominującą rybą łowioną w trakcie mistrzostw był średniej wielkości krąp, jednak łapano również leszcze, jazie i sporadycznie płocie. Najlepszy wynik w jednej turze zanotował Adam Przytuła z Okręgu PZW w Poznaniu (13,915 kg). 
Wyniki indywidualne:
- 1. miejsce: Adam Niemiec (Mazowiecki Okręg PZW),
- 2. miejsce: Wojciech Kamiński (Mazowiecki Okręg PZW),
- 3. miejsce: Krzysztof Orłowski (Okręg PZW w Poznaniu)[1].